# Аммирато, Сципион
Сципион Аммирато (итал. Scipione Ammirato; 1531—1601) — флорентийский историк XVI—XVII веков.

## Биография
Сципион Аммирато родился 7 октября 1531 в семье патрициев города Лечче. Отец Аммирато прочил сыну карьеру адвоката, но Аммирато Сципион, после пребывания с 1547 по 1551 год в Неаполе, видел своё призвание в литературе. Сперва он поступил на службу в церковь и проживал некоторое время в городе Венеции, а позже он поступил на службу к Папе римскому Пию IV.
В 1570 году переехал во Флоренции, где его покровитель великий герцог Тосканы Козимо I Медичи разрешил Аммирато поселиться в замке Медичи, если тот возьмётся написать историю города и государства. Над этим сочинением Аммирато работал до своей смерти и оно стало главным трудом его жизни. «Geschichte von Florenz» изложена в строго хронологическом порядке и весьма ценна благодаря массе заключающегося в ней исторического материала.
Первое издание (Флоренция, 1600) доходит только до 1434 года; 2-е (1841), продолженное до 1574 года (смерть Козимо Медичи), принадлежит приемному сыну Аммирато, известному под именем Сципиона Аммирато младшего, дополнившему и продолжившему его на основании тщательных архивных изысканий.
Кроме этого сочинения, Аммирато писал генеалогии аристократических родов Неаполя и Флоренции; его же перу принадлежат «Discorsi sopro Cornelio Tacito» и «Rime». В своих публикациях Аммирато вёл непримиримую политическую борьбу с идеями Никколо Макиавелли. В 1595 году Аммирато была присвоена докторская степень по теологии.
Сципион Аммирато скончался 11 января 1601 года во Флоренции.